# Della certezza
Della certezza (titolo originale tedesco: Über Gewißheit) è un testo di filosofia di Ludwig Wittgenstein. Vi sono raccolti, in forma di brevi osservazioni numerate, pensieri che Wittgenstein elaborò nell'ultima parte della sua vita, tra la seconda metà del 1949 e il 27 aprile 1951 (egli morì il 29 aprile 1951).
Il testo tratta la questione dei fondamenti della certezza e della conoscenza in generale, e costituisce anche una discussione del problema dello scetticismo con riferimento al dubbio e ai limiti della sua sensatezza. In contrapposizione alle teorie di G.E. Moore sul senso comune, Wittgenstein afferma che quelle proposizioni che non siamo disposti a mettere in discussione (e che consideriamo appunto proposizioni del senso comune) non sono oggetto di conoscenza da parte nostra, ma sono «istruzioni» che determinano il nostro modo di utilizzare le parole: esse sono certe e impossibili da mettere in dubbio nello stesso modo in cui lo sono le regole di una grammatica. Quelle che Moore considerava cose che sappiamo con certezza e siamo giustificati a credere al di là di ogni obiezione (per esempio, «qui c'è una mano») Wittgenstein le considera cose per cui non abbiamo alcuna giustificazione, e che tuttavia non possiamo mettere in dubbio per l'unica ragione che, altrimenti, nessuna operazione filosofica o linguistica, inclusa quella di dubitare, sarebbe più sensata.